# Statistiche e record di Steffi Graf
In questa pagina sono riportate le statistiche e i record realizzati da Steffi Graf durante la sua carriera tennistica.

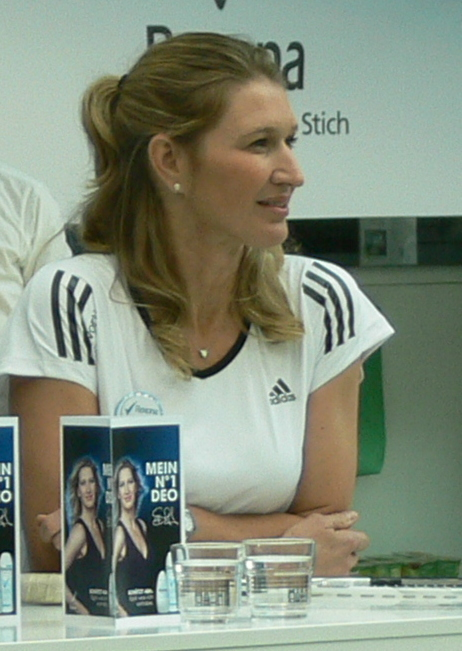
Steffi Graf

## Statistiche

### Singolare

#### Vittorie
| Grande Slam (22)                           |                 |
| Giochi olimpici (1)                        |                 |
| WTA Championships (5) / Grand Slam Cup (0) |                 |
| Prima del 1987                             | Dal 1987        |
| Virginia Slims Tour (17)                   | Category 4 (18) |
| Virginia Slims Tour (17)                   | Category 3 (28) |
| Virginia Slims Tour (17)                   | Category 2 (9)  |
| Virginia Slims Tour (17)                   | Category 1 (7)  |

| N.   | Data              | Torneo                                                            | Superficie       | Avversario in finale      | Punteggio               |
| 1.   | 13 aprile 1986    | Family Circle Cup, Hilton Head Island                             | Terra verde      | Chris Evert               | 6–4, 7–5                |
| 2.   | 20 aprile 1986    | Sunkist WTA Championships, Amelia Island                          | Terra verde      | Claudia Kohde Kilsch      | 6–4, 5–7, 7–6(3)        |
| 3.   | 3 maggio 1986     | US Clay Court Championships, Indianapolis                         | Terra rossa      | Gabriela Sabatini         | 2–6, 7–6(5), 6–4        |
| 4.   | 3 maggio 1986     | German Open, Berlino                                              | Terra rossa      | Martina Navrátilová       | 6–2, 6–3                |
| 5.   | 24 agosto 1986    | United Jersey Bank Classic, Mahwah                                | Cemento          | Molly van Nostrand        | 7–5, 6–1                |
| 6.   | 14 settembre 1986 | Toray Pan Pacific Open, Tokyo                                     | Sintetico indoor | Manuela Maleeva-Fragniere | 6–4, 6–2                |
| 7.   | 12 ottobre 1986   | European Indoors, Zurigo                                          | Sintetico indoor | Helena Suková             | 4–6, 6–2, 6–4           |
| 8.   | 26 ottobre 1986   | Pretty Polly Classic, Brighton                                    | Sintetico indoor | Catarina Lindqvist        | 6–3, 6–3                |
| 9.   | 22 febbraio 1987  | Virginia Slims of Florida, Boca Raton                             | Cemento          | Helena Suková             | 6–2, 6–3                |
| 10.  | 8 marzo 1987      | Lipton International Players Championships, Key Biscayne          | Cemento          | Chris Evert               | 6–1, 6–2                |
| 11.  | 12 aprile 1987    | Family Circle Cup, Hilton Head Island                             | Terra verde      | Manuela Maleeva-Fragniere | 6–2, 4–6, 6–3           |
| 12.  | 19 aprile 1987    | Bausch & Lomb Championships, Amelia Island                        | Terra verde      | Hana Mandlíková           | 6–3, 6–4                |
| 13.  | 10 maggio 1987    | Internazionali d'Italia, Roma                                     | Terra rossa      | Gabriela Sabatini         | 7–5, 4–6, 6–0           |
| 14.  | 17 maggio 1987    | German Open, Berlino                                              | Terra rossa      | Claudia Kohde Kilsch      | 6–2, 6–3                |
| 15.  | 6 giugno 1987     | Open di Francia, Parigi                                           | Terra rossa      | Martina Navrátilová       | 6–4, 4–6, 8–6           |
| 16.  | 16 agosto 1987    | Virginia Slims of Los Angeles, Los Angeles                        | Cemento          | Chris Evert               | 6–3, 6–4                |
| 17.  | 27 settembre 1987 | Citizen Cup, Amburgo                                              | Terra rossa      | Isabel Cueto              | 6–2, 6–2                |
| 18.  | 1º novembre 1987  | European Indoors, Zurigo                                          | Sintetico indoor | Hana Mandliková           | 6–2, 6–2                |
| 19.  | 22 novembre 1987  | Virginia Slims Championships, New York                            | Sintetico indoor | Gabriela Sabatini         | 4–6, 6–4, 6–0, 6–4      |
| 20.  | 24 gennaio 1988   | Australian Open, Melbourne                                        | Cemento          | Chris Evert               | 6–1, 7–6(3)             |
| 21.  | 6 marzo 1988      | U.S. Women's Hard Court Championships, San Antonio                | Cemento          | Katerina Maleeva          | 6–4, 6–1                |
| 22.  | 27 marzo 1988     | Lipton International Players Championships, Key Biscayne          | Cemento          | Chris Evert               | 6–4, 6–4                |
| 23.  | 15 maggio 1988    | German Open, Berlino                                              | Terra rossa      | Helena Suková             | 6–3, 6–2                |
| 24.  | 5 giugno 1988     | Open di Francia, Parigi                                           | Terra rossa      | Nataša Zvereva            | 6–0, 6–0                |
| 25.  | 3 luglio 1988     | Torneo di Wimbledon, Londra                                       | Erba             | Martina Navrátilová       | 5–7, 6–2, 6–1           |
| 26.  | 31 luglio 1988    | Citizen Cup, Amburgo                                              | Terra rossa      | Katerina Maleeva          | 6–4, 6–2                |
| 27.  | 28 agosto 1988    | United Jersey Bank Classic, Mahwah                                | Cemento          | Nathalie Tauziat          | 6–0, 6–1                |
| 28.  | 11 settembre 1988 | US Open, New York                                                 | Cemento          | Gabriela Sabatini         | 6–3, 3–6, 6–1           |
| 29.  | 2 ottobre 1988    | Giochi olimpici, Seul                                             | Cemento          | Gabriela Sabatini         | 6–3, 6–3                |
| 30.  | 30 ottobre 1988   | Midland Group Championships, Brighton                             | Sintetico indoor | Manuela Maleeva-Fragniere | 6–2, 6–0                |
| 31.  | 29 gennaio 1989   | Australian Open, Melbourne                                        | Cemento          | Helena Suková             | 6–4, 6–4                |
| 32.  | 19 febbraio 1989  | Virginia Slims of Washington, Fairfax                             | Sintetico indoor | Zina Garrison             | 6–1, 7–5                |
| 33.  | 5 marzo 1989      | U.S. Women's Hard Court Championships, San Antonio                | Cemento          | Ann Henricksson           | 6–1, 6–4                |
| 34.  | 19 marzo 1989     | Virginia Slims of Florida, Boca Raton                             | Cemento          | Chris Evert               | 4–6, 6–2, 6–3           |
| 35.  | 9 aprile 1989     | Family Circle Cup, Hilton Head Island                             | Terra verde      | Nataša Zvereva            | 6–1, 6–1                |
| 36.  | 7 maggio 1989     | Citizen Cup, Amburgo                                              | Terra rossa      | Jana Novotná              | Ritirata                |
| 37.  | 21 maggio 1989    | German Open, Berlino                                              | Terra rossa      | Gabriela Sabatini         | 6–3, 6–1                |
| 38.  | 9 luglio 1989     | Torneo di Wimbledon, Londra                                       | Erba             | Martina Navrátilová       | 6–2, 6(1)–7, 6–1        |
| 39.  | 6 agosto 1989     | Great American Bank Classic, San Diego                            | Cemento          | Zina Garrison             | 6–4, 7–5                |
| 40.  | 20 agosto 1989    | United Jersey Bank Classic, Mahwah                                | Cemento          | Andrea Temesvári          | 7–5, 6–2                |
| 41.  | 10 settembre 1989 | US Open, New York                                                 | Cemento          | Martina Navrátilová       | 3–6, 7–5, 6–1           |
| 42.  | 22 ottobre 1989   | European Indoors, Zurigo                                          | Sintetico indoor | Jana Novotná              | 6–1, 7–6(6)             |
| 43.  | 29 ottobre 1989   | Midland Group Championships, Brighton                             | Sintetico indoor | Monica Seles              | 7–5, 6–4                |
| 44.  | 19 novembre 1989  | Virginia Slims Championships, New York                            | Sintetico indoor | Martina Navrátilová       | 6–4, 7–5, 2–6, 6–2      |
| 45.  | 28 gennaio 1990   | Australian Open, Melbourne                                        | Cemento          | Mary Joe Fernández        | 6–3, 6–4                |
| 46.  | 4 febbraio 1990   | Toray Pan Pacific Open, Tokyo                                     | Sintetico indoor | Arantxa Sánchez Vicario   | 6–1, 6–2                |
| 47.  | 15 aprile 1990    | Bausch & Lomb Championships, Amelia Island                        | Terra verde      | Arantxa Sánchez Vicario   | 6–1, 6–0                |
| 48.  | 6 maggio 1990     | Citizen Cup, Amburgo                                              | Terra rossa      | Arantxa Sánchez Vicario   | 5–7, 6–0, 6–1           |
| 49.  | 5 agosto 1990     | Canadian Open, Montréal                                           | Cemento          | Katerina Maleeva          | 6–1, 6(6)–7, 6–3        |
| 50.  | 12 agosto 1990    | Great American Bank Classic, San Diego                            | Cemento          | Manuela Maleeva-Fragniere | 6–3, 6–2                |
| 51.  | 30 settembre 1990 | Volkswagen-Damen-Grand Prix, Lipsia                               | Sintetico indoor | Arantxa Sánchez Vicario   | 6–1, 6–1                |
| 52.  | 14 ottobre 1990   | BMW European Indoors, Zurigo                                      | Sintetico indoor | Gabriela Sabatini         | 6–3, 6–2                |
| 53.  | 28 ottobre 1990   | Midland Group Championships, Brighton                             | Sintetico indoor | Helena Suková             | 7–5, 6–3                |
| 54.  | 11 novembre 1990  | Virginia Slims of New England, Worcester                          | Sintetico indoor | Gabriela Sabatini         | 7–6(5), 6–3             |
| 55.  | 31 marzo 1991     | U.S. Women's Hard Court Championships, San Antonio                | Cemento          | Monica Seles              | 6–4, 6–3                |
| 56.  | 5 maggio 1991     | Citizen Cup, Amburgo                                              | Terra rossa      | Monica Seles              | 7–5, 6(4)–7, 6–3        |
| 57.  | 19 maggio 1991    | Lufthansa Cup - WTA German Open, Berlino                          | Terra rossa      | Arantxa Sánchez Vicario   | 6–3, 4–6, 7–6(6)        |
| 58.  | 7 luglio 1991     | Torneo di Wimbledon, Londra                                       | Erba             | Gabriela Sabatini         | 6–4, 3–6, 8–6           |
| 59.  | 6 ottobre 1991    | Volkswagen-Damen-Grand Prix, Lipsia                               | Sintetico indoor | Jana Novotná              | 6–3, 6–3                |
| 60.  | 13 ottobre 1991   | BMW European Indoors, Zurigo                                      | Sintetico indoor | Nathalie Tauziat          | 6–4, 6–4                |
| 61.  | 27 ottobre 1991   | Midland Group Championships, Brighton                             | Sintetico indoor | Zina Garrison             | 5–7, 6–4, 6–1           |
| 62.  | 8 marzo 1992      | Virginia Slims of Florida, Boca Raton                             | Cemento          | Conchita Martínez         | 3–6, 6–2, 6–0           |
| 63.  | 3 maggio 1992     | Citizen Cup, Amburgo                                              | Terra rossa      | Arantxa Sánchez Vicario   | 7–6(5), 6–2             |
| 64.  | 17 maggio 1992    | Lufthansa Cup - WTA German Open, Berlino                          | Terra rossa      | Arantxa Sánchez Vicario   | 4–6, 7–5, 6–2           |
| 65.  | 5 luglio 1992     | Torneo di Wimbledon, Londra                                       | Erba             | Monica Seles              | 6–2, 6–1                |
| 66.  | 4 ottobre 1992    | Volkswagen-Damen-Grand Prix, Lipsia                               | Sintetico indoor | Jana Novotná              | 6–3, 1–6, 6–4           |
| 67.  | 11 ottobre 1992   | European Indoors, Zurigo                                          | Sintetico indoor | Martina Navrátilová       | 2–6, 7–5, 7–5           |
| 68.  | 25 ottobre 1992   | Midland Group Championships, Brighton                             | Sintetico indoor | Jana Novotná              | 4–6, 6–4, 7–6(3)        |
| 69.  | 15 novembre 1992  | Advanta Championships Philadelphia, Filadelfia                    | Sintetico indoor | Arantxa Sánchez Vicario   | 6–3, 3–6, 6–1           |
| 70.  | 7 marzo 1993      | Virginia Slims of Florida, Delray Beach                           | Cemento          | Arantxa Sánchez Vicario   | 6–4, 6–3                |
| 71.  | 4 aprile 1993     | Family Circle Cup, Hilton Head Island                             | Terra verde      | Arantxa Sánchez Vicario   | 7–6(8), 6–1             |
| 72.  | 16 maggio 1993    | German Open, Berlino                                              | Terra rossa      | Gabriela Sabatini         | 7–6(3), 2–6, 6–4        |
| 73.  | 6 giugno 1993     | Open di Francia, Parigi                                           | Terra rossa      | Mary Joe Fernández        | 4–6, 6–2, 6–4           |
| 74.  | 4 luglio 1993     | Torneo di Wimbledon, Londra                                       | Erba             | Jana Novotná              | 7–6(6), 1–6, 6–4        |
| 75.  | 8 agosto 1993     | Mazda Classic, San Diego                                          | Cemento          | Arantxa Sánchez Vicario   | 6–4, 4–6, 6–1           |
| 76.  | 22 agosto 1993    | Canadian Open, Toronto                                            | Cemento          | Jennifer Capriati         | 6–1, 0–6, 6–3           |
| 77.  | 12 settembre 1993 | US Open, New York                                                 | Cemento          | Helena Suková             | 6–3, 6–3                |
| 78.  | 3 ottobre 1993    | Volkswagen-Card Cup, Lipsia                                       | Sintetico indoor | Jana Novotná              | 6–2, 6–0                |
| 79.  | 21 novembre 1993  | Virginia Slims Championships, New York                            | Sintetico indoor | Arantxa Sánchez Vicario   | 6–1, 6–4, 3–6, 6–1      |
| 80.  | 30 gennaio 1994   | Australian Open, Melbourne                                        | Cemento          | Arantxa Sánchez Vicario   | 6–0, 6–2                |
| 81.  | 6 febbraio 1994   | Toray Pan Pacific Open, Tokyo                                     | Sintetico indoor | Martina Navrátilová       | 6–2, 6–4                |
| 82.  | 27 febbraio 1994  | Pacific Life Open, Indian Wells                                   | Cemento          | Amanda Coetzer            | 6–0, 6–4                |
| 83.  | 6 marzo 1994      | Virginia Slims of Florida, Delray Beach                           | Cemento          | Arantxa Sánchez Vicario   | 6–3, 7–5                |
| 84.  | 20 marzo 1994     | Lipton International Players Championships, Key Biscayne          | Cemento          | Nataša Zvereva            | 4–6, 6–1, 6–2           |
| 85.  | 15 maggio 1994    | German Open, Berlino                                              | Terra rossa      | Brenda Schultz            | 7–6(3), 6–4             |
| 86.  | 7 agosto 1994     | Toshiba Classic, San Diego                                        | Cemento          | Arantxa Sánchez Vicario   | 6–2, 6–1                |
| 87.  | 19 febbraio 1995  | Open Gaz de France, Parigi                                        | Sintetico indoor | Mary Pierce               | 6–2, 6–2                |
| 88.  | 12 marzo 1995     | Virginia Slims of Florida, Delray Beach                           | Cemento          | Conchita Martínez         | 6–2, 6–4                |
| 89.  | 26 marzo 1995     | Lipton International Players Championships, Key Biscayne          | Cemento          | Kimiko Date               | 6–1, 6–4                |
| 90.  | 16 aprile 1995    | Gallery Furniture Championship, Houston                           | Terra rossa      | Åsa Svensson              | 6–1, 6–1                |
| 91.  | 11 giugno 1995    | Open di Francia, Parigi                                           | Terra rossa      | Arantxa Sánchez Vicario   | 7–5, 4–6, 6–0           |
| 92.  | 9 luglio 1995     | Torneo di Wimbledon, Londra                                       | Erba             | Arantxa Sánchez Vicario   | 4–6, 6–1, 7–5           |
| 93.  | 10 settembre 1995 | US Open, New York                                                 | Cemento          | Monica Seles              | 7–6(6), 0–6, 6–3        |
| 94.  | 12 novembre 1995  | Advanta Championships of Philadelphia, Filadelfia                 | Sintetico indoor | Lori McNeil               | 6–1, 4–6, 6–3           |
| 95.  | 19 novembre 1995  | Virginia Slims Championships, New York                            | Sintetico indoor | Anke Huber                | 6–1, 2–6, 6–1, 4–6, 6–3 |
| 96.  | 17 marzo 1996     | Newsweek Champions Cup and the State Farm Evert Cup, Indian Wells | Cemento          | Conchita Martínez         | 7–6(5), 7–6(5)          |
| 97.  | 31 marzo 1996     | Lipton International Players Championships, Key Biscayne          | Cemento          | Chanda Rubin              | 6–1, 6–3                |
| 98.  | 19 maggio 1996    | German Open, Berlino                                              | Terra rossa      | Karina Habšudová          | 4–6, 6–2, 7–5           |
| 99.  | 9 giugno 1996     | Open di Francia, Parigi                                           | Terra rossa      | Arantxa Sánchez Vicario   | 6–3, 6–7(4), 10-8       |
| 100. | 7 luglio 1996     | Torneo di Wimbledon, Londra                                       | Erba             | Arantxa Sánchez Vicario   | 6–3, 7–5                |
| 101. | 8 settembre 1996  | US Open, New York                                                 | Cemento          | Monica Seles              | 7–5, 6–4                |
| 102. | 17 novembre 1996  | Virginia Slims Championships, New York                            | Sintetico indoor | Martina Hingis            | 6–3, 4–6, 6–0, 4–6, 6–0 |
| 103. | 25 maggio 1997    | Internationaux de Strasbourg, Strasburgo                          | Terra rossa      | Mirjana Lučić             | 6–2, 7–5                |
| 104. | 30 agosto 1998    | Pilot Pen International, New Haven                                | Cemento          | Jana Novotná              | 6–4, 6–1                |
| 105. | 8 novembre 1998   | Sparkassen Cup, Lipsia                                            | Sintetico indoor | Nathalie Tauziat          | 6–3, 6–4                |
| 106. | 15 novembre 1998  | Advanta Championships of Philadelphia, Filadelfia                 | Sintetico indoor | Lindsay Davenport         | 4–6, 6–3, 6–4           |
| 107. | 6 giugno 1999     | Open di Francia, Parigi                                           | Terra rossa      | Martina Hingis            | 4–6, 7–5, 6–2           |

#### Finali perse
| Grande Slam (9)                            |                |
| Giochi olimpici (1)                        |                |
| WTA Championships (1) / Grand Slam Cup (0) |                |
| Prima del 1987                             | Dal 1987       |
| Virginia Slims Tour (6)                    | Category 4 (6) |
| Virginia Slims Tour (6)                    | Category 3 (8) |
| Virginia Slims Tour (6)                    | Category 2 (0) |
| Virginia Slims Tour (6)                    | Category 1 (0) |

| N.  | Data              | Torneo                                                   | Superficie       | Avversario in finale    | Punteggio           |
| 1.  | 15 ottobre 1984   | Porsche Grand Prix, Filderstadt                          | Sintetico indoor | Catarina Lindqvist      | 6–1, 6–4            |
| 2.  | 20 maggio 1985    | German Open, Berlino                                     | Terra rossa      | Chris Evert             | 6–4, 7–5            |
| 3.  | 18 agosto 1985    | United Jersey Bank Classic, Mahwah                       | Cemento          | Kathy Rinaldi Stunkel   | 6–4, 3–6, 6–4       |
| 4.  | 6 ottobre 1985    | Lynda Carter Maybelline Classic, Fort Lauderdale         | Cemento          | Martina Navrátilová     | 6–3, 6–1            |
| 5.  | 3 febbraio 1986   | Lipton International Players Championships, Key Biscayne | Cemento          | Chris Evert             | 6–3, 6–1            |
| 6.  | 23 febbraio 1986  | Virginia Slims of Florida, Boca Raton                    | Cemento          | Chris Evert             | 6–4, 6–2            |
| 7.  | 23 novembre 1986  | Virginia Slims Championships, New York                   | Sintetico indoor | Martina Navrátilová     | 7–6(3), 6–2         |
| 8.  | 5 luglio 1987     | Torneo di Wimbledon, Londra                              | Erba             | Martina Navrátilová     | 7–5, 6–3            |
| 9.  | 13 settembre 1987 | US Open, New York                                        | Cemento          | Martina Navrátilová     | 7–6(4), 6–1         |
| 10. | 13 marzo 1988     | Virginia Slims of Florida, Boca Raton                    | Cemento          | Gabriela Sabatini       | 2–6, 6–3, 6–1       |
| 11. | 16 aprile 1989    | Bausch & Lomb Championships, Amelia Island               | Terra verde      | Gabriela Sabatini       | 3–6, 6–3, 7–5       |
| 12. | 11 giugno 1989    | Open di Francia, Parigi                                  | Terra rossa      | Arantxa Sánchez Vicario | 7–6(6), 3–6, 7–5    |
| 13. | 20 maggio 1990    | German Open, Berlino                                     | Terra rossa      | Monica Seles            | 6–4, 6–3            |
| 14. | 10 giugno 1990    | Open di Francia, Parigi                                  | Terra rossa      | Monica Seles            | 7–6(6), 6–4         |
| 15. | 9 settembre 1990  | US Open, New York                                        | Cemento          | Gabriela Sabatini       | 6–2, 7–6(4)         |
| 16. | 10 marzo 1991     | Virginia Slims of Florida, Boca Raton                    | Cemento          | Gabriela Sabatini       | 6–4, 7–6(6)         |
| 17. | 14 aprile 1991    | Bausch & Lomb Championships, Amelia Island               | Terra verde      | Gabriela Sabatini       | 7–5, 7–6(3)         |
| 18. | 12 aprile 1992    | Bausch & Lomb Championships, Amelia Island               | Terra verde      | Gabriela Sabatini       | 6–2, 1–6, 6–3       |
| 19. | 7 giugno 1992     | Open di Francia, Parigi                                  | Terra rossa      | Monica Seles            | 6–2, 3–6, 10-8      |
| 20. | 9 agosto 1992     | Giochi olimpici, Barcellona                              | Terra rossa      | Jennifer Capriati       | 3–6, 6–3, 6–4       |
| 21. | 31 gennaio 1993   | Australian Open, Melbourne                               | Cemento          | Monica Seles            | 4–6, 6–3, 6–2       |
| 22. | 21 marzo 1993     | Lipton International Players Championships, Key Biscayne | Cemento          | Arantxa Sánchez Vicario | 6–4, 3–6, 6–2       |
| 23. | 2 maggio 1993     | Citizen Cup, Amburgo                                     | Terra rossa      | Arantxa Sánchez Vicario | 6–3, 6–3            |
| 24. | 14 novembre 1993  | Advanta Championships Philadelphia, Filadelfia           | Sintetico indoor | Conchita Martínez       | 6–3, 6–3            |
| 25. | 1º maggio 1994    | Citizen Cup, Amburgo                                     | Terra rossa      | Arantxa Sánchez Vicario | 4–6, 7–6(3), 7–6(6) |
| 26. | 21 agosto 1994    | Canadian Open, Montréal                                  | Cemento          | Arantxa Sánchez Vicario | 7–5, 1–6, 7–6(4)    |
| 27. | 11 settembre 1994 | US Open, New York                                        | Cemento          | Arantxa Sánchez Vicario | 1–6, 7–6(3), 6–4    |
| 28. | 17 novembre 1996  | Advanta Championships Philadelphia, Filadelfia           | Sintetico indoor | Jana Novotná            | 6–4, ritirata       |
| 29. | 2 febbraio 1997   | Toray Pan Pacific Open, Tokyo                            | Sintetico indoor | Martina Hingis          | Ritirata            |
| 30. | 14 marzo 1999     | Pacific Life Open, Indian Wells                          | Cemento          | Serena Williams         | 6–3, 3–6, 7–5       |
| 31. | 4 luglio 1999     | Torneo di Wimbledon, Londra                              | Erba             | Lindsay Davenport       | 6–4, 7–5            |

## Risultati in progressione
| Torneo                 | 1982     | 1983     | 1984  | 1985     | 1986     | 1987     | 1988  | 1989     | 1990     | 1991     | 1992  | 1993     | 1994     | 1995     | 1996  | 1997     | 1998     | 1999     | Titoli  | V-S     |
| ---------------------- | -------- | -------- | ----- | -------- | -------- | -------- | ----- | -------- | -------- | -------- | ----- | -------- | -------- | -------- | ----- | -------- | -------- | -------- | ------- | ------- |
| Tornei del Grande Slam |          |          |       |          |          |          |       |          |          |          |       |          |          |          |       |          |          |          |         |         |
| Australian Open        | A        | 1T       | 3T    | A        | ND1      | A        | V     | V        | V        | QF       | A     | F        | V        | A        | A     | 4T       | A        | QF       | 4 / 10  | 47–6    |
| Open di Francia        | A        | 2T       | 3T    | 4T       | QF       | V        | V     | F        | F        | SF       | F     | V        | SF       | V        | V     | QF       | A        | V        | 6 / 16  | 87–10   |
| Wimbledon              | A        | LQ       | 4T    | 4T       | A        | F        | V     | V        | SF       | V        | V     | V        | 1T       | V        | V     | A        | 3T       | F        | 7 / 15  | 75–8    |
| US Open                | A        | LQ       | 1T    | SF       | SF       | F        | V     | V        | F        | SF       | QF    | V        | F        | V        | V     | A        | 4T       | A        | 5 / 15  | 73–10   |
| Titoli Grande Slam     | 0 / 0    | 0 / 4    | 0 / 4 | 0 / 3    | 0 / 2    | 1 / 3    | 4 / 4 | 3 / 4    | 1 / 4    | 1 / 4    | 1 / 3 | 3 / 4    | 1 / 4    | 3 / 3    | 3 / 3 | 0 / 2    | 0 / 2    | 1 / 3    | 22 / 56 | N/A     |
| Grande Slam V-P        | 0–0      | 5–4      | 7–4   | 11–3     | 9–2      | 19–2     | 27–0  | 27–1     | 24–3     | 21–3     | 17–2  | 26–1     | 18–3     | 21–0     | 21–0  | 7–2      | 5–2      | 17–2     | N/A     | 282–34  |
| Torneo di fine anno    |          |          |       |          |          |          |       |          |          |          |       |          |          |          |       |          |          |          |         |         |
| WTA Tour Championships | A        | A        | A     | A        | F        | V        | SF    | V        | SF       | QF       | 4T    | V        | QF       | V        | V     | A        | SF       | A        | 5 / 12  | 31–7    |
| Giochi Olimpici        |          |          |       |          |          |          |       |          |          |          |       |          |          |          |       |          |          |          |         |         |
| Giochi olimpici        | Non disp | Non disp | V2    | Non disp | Non disp | Non disp | V     | Non disp | Non disp | Non disp | F     | Non disp | Non disp | Non disp | A     | Non disp | Non disp | Non disp | 2 / 3   | 15–1    |
| Statistiche carriera   |          |          |       |          |          |          |       |          |          |          |       |          |          |          |       |          |          |          |         |         |
| Tornei giocati         | 1        | 15       | 14    | 13       | 14       | 13       | 14    | 16       | 15       | 15       | 15    | 15       | 13       | 11       | 11    | 5        | 13       | 10       | N/A     | 223     |
| Finali raggiunte       | 0        | 0        | 1     | 3        | 11       | 13       | 12    | 16       | 13       | 9        | 11    | 14       | 10       | 9        | 8     | 2        | 3        | 3        | N/A     | 138     |
| Tornei vinti           | 0        | 0        | 0     | 0        | 8        | 11       | 11    | 14       | 10       | 7        | 8     | 10       | 7        | 9        | 7     | 1        | 3        | 1        | N/A     | 107     |
| Cemento V-S            | 0–0      | 1–2      | 1–2   | 19–6     | 20–3     | 27–1     | 38–1  | 37–0     | 23–1     | 23–4     | 13–2  | 32–2     | 38–2     | 17–1     | 22–2  | 3–1      | 14–5     | 14–5     | N/A     | 342–40  |
| Terra V-S              | 0–1      | 14–7     | 7–6   | 14–4     | 24–1     | 32–0     | 20–1  | 23–2     | 20–2     | 19–2     | 30–3  | 21–2     | 14–2     | 11–0     | 16–1  | 10–2     | 0–0      | 9–1      | N/A     | 284–37  |
| Erba V-S               | 0–0      | 3–4      | 7–4   | 3–1      | 0–0      | 6–1      | 7–0   | 7–0      | 5–1      | 7–0      | 7–0   | 7–0      | 0–1      | 7–0      | 7–0   | 0–0      | 6–2      | 6–1      | N/A     | 85–15   |
| Sintetico V-S          | 0–0      | 3–2      | 4–2   | 4–2      | 19–2     | 9–0      | 7–1   | 19–0     | 24–1     | 16–2     | 21–2  | 16–2     | 6–1      | 12–1     | 9–1   | 3–0      | 13–2     | 4–2      | N/A     | 189–23  |
| Totale V-S             | 0–1      | 21–15    | 19–14 | 40–13    | 63–6     | 74–2     | 72–3  | 86–2     | 72–5     | 65–8     | 71–7  | 76–6     | 58–6     | 47–2     | 54–4  | 16–3     | 33–9     | 33–9     | N/A     | 900–115 |
| Percentuale            | 0%       | 58%      | 58%   | 75%      | 91%      | 97%      | 96%   | 98%      | 94%      | 89%      | 91%   | 93%      | 91%      | 96%      | 93%   | 84%      | 79%      | 79%      | N/A     | 89%     |
| Ranking fine anno      | 124      | 98       | 22    | 6        | 3        | 1        | 1     | 1        | 1        | 2        | 2     | 1        | 1        | 1        | 1     | 28       | 9        | 3        | N/A     | N/A     |

| Sigla | Risultato                        |
| ----- | -------------------------------- |
| V     | Vincitrice                       |
| F     | Finalista                        |
| SF    | Semifinalista                    |
| QF    | Quarti di Finale                 |
| 4T    | Quarto turno                     |
| 3T    | Terzo turno                      |
| 2T    | Secondo turno                    |
| 1T    | Primo turno                      |
| LQ    | Turno di Qualifica (Grande Slam) |
| A     | Assente                          |

1Non disputato
2Tennis dimostrativo
3Si ritirò e non venne inclusa nel ranking ufficiale di fine anno

## Totale in carriera
In tutta la sua carriera Steffi Graf ha vinto 107 titoli nel singolo e 11 nel doppio, questo la rende la terza giocatrice della storia del tennis femminile per numero di titoli nel singolare. I suoi 22 titoli (singoli) in tornei del Grande Slam sono terzi solo ai 24 vinti da Margaret Court e ai 23 vinti da Serena Williams. Steffi ha vinto 7 titoli singolari a Wimbledon, 6 all'Open di Francia, 5 all'US Open e 4 agli Australian Open.
È l'unica giocatrice al mondo ad aver vinto almeno 4 volte tutte le 4 prove dello Slam, è l'unica ad avere 13 titoli nell'accoppiata Open di Francia-Wimbledon.
Complessivamente ha partecipato a 56 tornei dello Slam con uno score di 282 vittorie e 34 sconfitte (89% di successi) così distribuite:
- 87-10 Open di Francia
- 75-8 Wimbledon
- 73-10 US Open
- 47-6 Australian Open.

Ha vinto 5 volte il WTA Tour Championships, seconda prestazione di sempre dopo gli 8 successi della rivale Martina Navrátilová.
Il bilancio complessivo di tutta la sua carriera parla di 900 vittorie contro 115 sconfitte (88,7%).
Complessivamente ha guadagnato 21.895.277 $ in premi stabilendo un record rimasto imbattuto fino al gennaio 2008 (superato dalla Davenport).
È stata n.1 del mondo per un totale di 377 settimane, di cui 186 consecutive (da agosto 1987 a marzo 1991) che costituiscono un record nel mondo del tennis femminile. Oltre al record di permanenza in vetta va segnalato che in questa classifica detiene anche la quarta, la settima e l'undicesima posizione; rispettivamente con 94, 87 e 64 settimane consecutive di permanenza al vertice. Va segnalato che nei periodi 15 agosto 1995 – 3 novembre 1996 e 18 novembre 1996 – 24 novembre 1996 divise il trono di n.1 del mondo alla pari con Monica Seles.